# ماريا فرايبيرج
ماريا فرايبيرج (بالسويدية: Maria Friberg)‏ هي رسامة توضيحية ومصورة سويدية، ولدت في 16 مايو 1966 في مالمو في السويد.

## وصلات خارجية
- الموقع الرسمي